# Cerdistus
Genre
Cerdistus est un genre d'insectes diptères prédateurs de la famille des Asilidae, de la sous-famille des Asilinae et de la tribu des Asilini.

## Liste des espèces
- Cerdistus acuminatus (Theodor, 1980)
- Cerdistus antilco (Walker, 1849)
- Cerdistus australasiae (Schiner, 1868)
- Cerdistus australis (Macquart, 1847)
- Cerdistus australis (Lehr, 1967)
- Cerdistus begauxi (Tomasovic, 2005)
- Cerdistus blascozumetai (Weinberg & Bächli, 1975)
- Cerdistus claripes (White, 1918)
- Cerdistus coedicus (Walker, 1849)
- Cerdistus creticus (Hüttinger & Hradský, 1983)
- Cerdistus cygnis (Dakin & Fordham, 1922)
- Cerdistus dactylopygus (Janssens, 1968)
- Cerdistus debilis (Becker, 1923)
- Cerdistus desertorum (Efflatoun, 1934)
- Cerdistus elegans Bigot, 1888
- Cerdistus elicitus (Walker, 1851)
- Cerdistus erythruroides (Theodor, 1980)
- Cerdistus exilis (Macquart, 1838)
- Cerdistus flavicinctus (White, 1914)
- Cerdistus graminis (White, 1914)
- Cerdistus hermonensis (Theodor, 1980)
- Cerdistus indifferens (Becker, 1923)
- Cerdistus jubatus (Becker, 1923)
- Cerdistus laetus (Becker, 1925)
- Cerdistus lativentris (Pandellé, 1905)
- Cerdistus lautus (White, 1918)
- Cerdistus lekesi (Moucha & Hradský, 1963)
- Cerdistus lividus (White, 1918)
- Cerdistus manii (Schiner, 1867)
- Cerdistus maricus (Walker, 1851)
- Cerdistus melanomerus (Tsacas, 1964)
- Cerdistus mellis (Macquart, 1838)
- Cerdistus novus (Lehr, 1995)
- Cerdistus olympianus (Janssens, 1959)
- Cerdistus pallidus (Efflatoun, 1927)
- Cerdistus prostratus (Hardy, 1935)
- Cerdistus rectangularis (Theodor, 1980)
- Cerdistus rufometatarsus (Macquart, 1855)
- Cerdistus rusticanoides (Hardy, 1926)
- Cerdistus rusticanus (White, 1918)
- Cerdistus santoriensis (Hüttinger & Hradský, 1983)
- Cerdistus separatus (Hardy, 1935)
- Cerdistus setifemoratus (Macquart, 1855)
- Cerdistus setosus (Hardy, 1920)
- Cerdistus sugonjaevi (Lehr, 1967)
- Cerdistus villicatus (Walker, 1851)